# عشق رخ یار بر من زار مگیر
رباعی با مطلع «عشق رخ یار بر من زار مگیر»، رباعی شماره ۲۱ از دیوان حافظ به تصحیح محمد قزوینی و قاسم غنی است. 

## شعر
عشق رخ یار بر من زار مگیر
بر خسته دلان رند خمّار مگیر
صوفی چو تو رسم رهروان میدانی
بر مردم رند نکته بسیار مگیر